# Канонерки Рендела

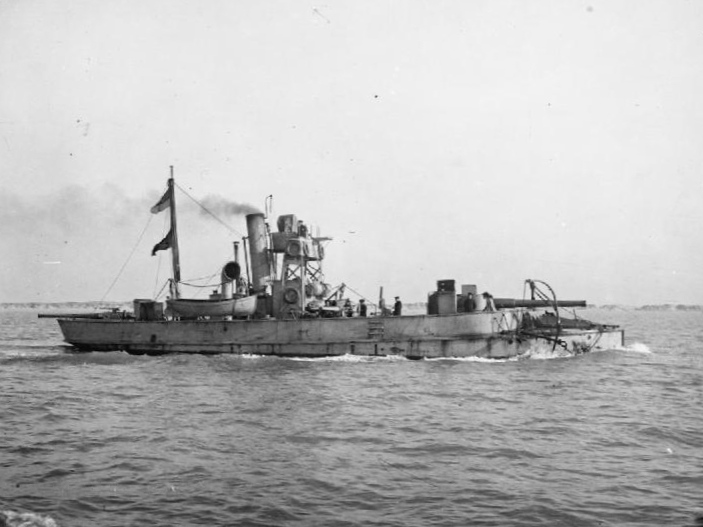
HMS Bustard (канонерка Рендела типу Ант). Фотографія зроблена під час Першої світової війни. Оригінальна гармата корабля замінена на більш сучасну.

Канонерки Рендела — це різновид канонерських човнів, побудованих у другій половині 19 століття, розроблені британським заводом Армстронга за конструкцією Джорджа Рендела або за їх зразком. Спочатку вони були розроблені як кораблі берегової оборони, але їх також застосовували на практиці і для  обстрілу наземних цілей. Це не кораблі одного типу, а скоріше певний підклас військових кораблів з деякими загальними рисами конструкції, головною з яких було озброєння важкою гарматою. Більшість канонерок Рендела мали відносно невелику водотоннажність (як правило, близько 250 тонн, але деякі види цих кораблів мали набагато більші), низький надводний борт і, у більшості випадків, не несли щогл. Перша канонерка Рендела була спущена на воду у 1867 році, а останній корабель такого типу був виготовлений у 1894 році. В англійській морській літературі їх зазвичай називають «flatiron gunboats» (буквально — «прасковими канонерками») через характерний силует, що нагадував праски 19 століття.

## Опис конструкції

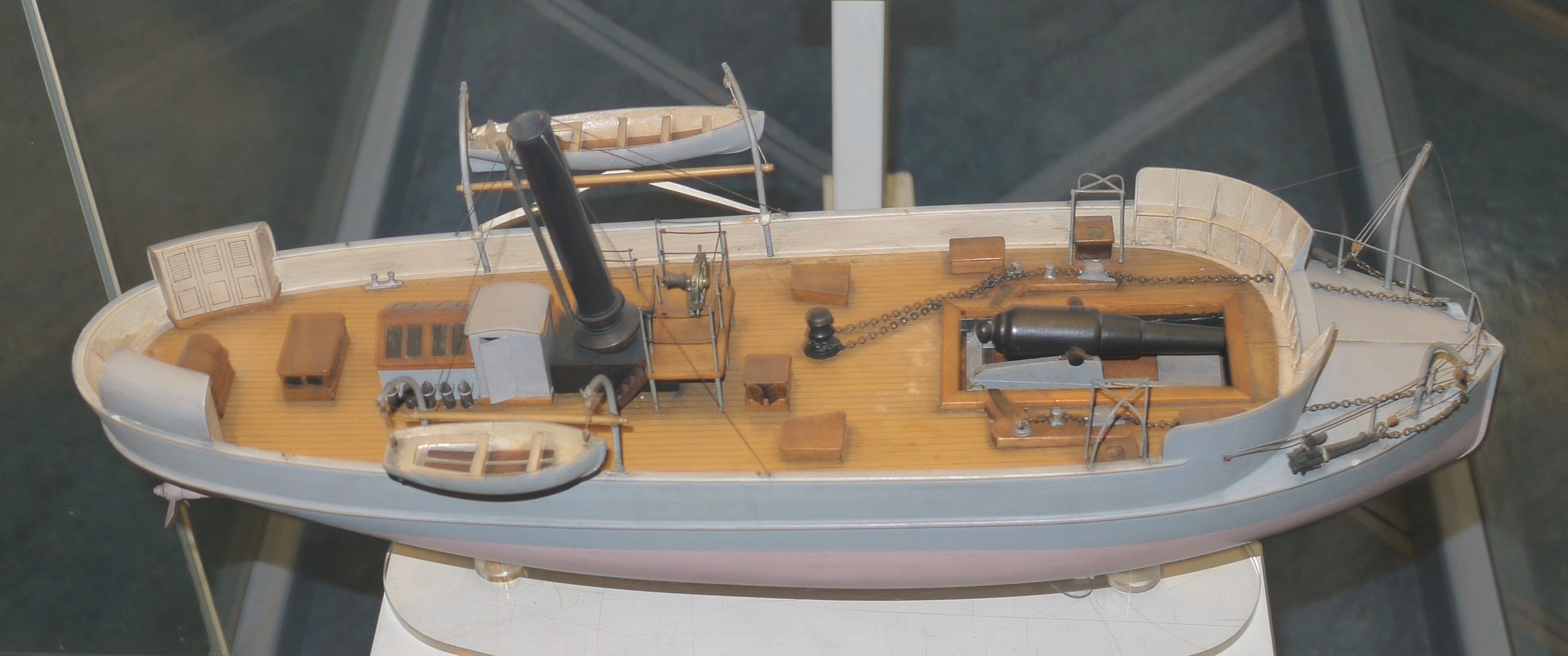
Модель типового британського канонерського човна Рендела типу «Ант»

Типовий канонерський човен Рендела мав близько 250 тонн водотоннажності, довжину близько 100 футів (30 м), осадка становила близько 6 футів (1,8 м). Основним озброєнням була одна важка гармата, розміщена на носі, зазвичай 254—305 мм (10-12 дюймів). Наведення здійснювалося всім корпусом корабля, гармата була настільки важкою, що її не можна було помістити у обертову башту, бо це загрожувало б стабільності малого корабля. Зазвичай ці канонерки не були броньовані. Кораблі мали два гвинти, які в поєднанні з невеликою осадкою, забезпечували їх високу маневреність.
Водночас канонерські човни цієї конструкції мали низьку морехідність. Максимальна швидкість була до 9 вузлів, але їх можна було буксирувати на набагато більшій швидкості. Екіпаж складав 30-40 моряків. Було також створено ряд вдосконалених конструкцій на основі канонерок Рендела, що мали набагато більшу морехідність, були оснащені щоглами, наприклад, німецькі канонерські човни типу «Веспе» мали понад 1100 тонн водотоннажності, несли броню та мали набагато більший екіпаж із 76 моряків.
На основі концепції канонерок Рендела були розроблені невеликі крейсери, такі як китайський тип «Chaoyong» і японський «Tsukushi». Хоча вони були значно більшими (близько 1350 т), вони були неброньовані та озброєні дуже важкими гарматами, які повільно перезаряджалися.

## Бойове використання
Канерські човни Рендела будувалися як для ВМС Британії, так і для експорту. Кораблі на їх основі почали будувати різні країни. Вони стали популярними, особливо через те, що спочатку здавалися гарним поєднанням гармат великого калібру (деякі озброювались навіть 15 або 16-дюймовими гарматами) та невеликих дешевих кораблів. Їх навіть називали павучими лафетами для важких гармат. Ці канонерки захищали невеликі розміри та осадка, завдяки яким вони могли діяти на прибережних мілководдях, недосяжних для важких кораблів.
На практиці, однак, виявилося, що як кораблі берегової оборони їх можна було використовувати лише за ідеальних погодних умов при практично повній відсутності хвиль. Їм також було вкрай складно вразити рухому ціль. Реальні бойові дії (битва при Фучжоу або битва при Вейхайвеї) показали, що цей різновид канонерських човнів не становив великої загрози для великих крейсерів, які могли легко маневрувати і вести вогонь з більшої кількісті гармат.
Хоча їх використання як зброї оборони було невдалим, їх неодноразово з великим успіхом використовували обстрілів наземних позицій противника. Використання канонерок Рендела у цій ролі вимагало принаймні місцевого панування на морі флотом, який їх застосовував. Але в саме для огневої підтримки вони використовувалися неодноразово і дуже ефективно під час Першої світової війни та раніше, наприклад, в 1890 р. в Аргентині під час придушення антиурядового повстання або військово-морським флотом Греції у 1897 р. під час греко-турецької війни.

## Окремі типи

### Велика Британія
- «Стонч»
- «Плакі»
- Канонерські човни типу «Ент»
- Канонерські човни типу «Медіна»

### Греція
- Канонерські човни типу «Ідра»

### Данія
- «Дрогден»

### Нідерланди
- Канонерські човни типу «Евер»
- Канонерські човни типу «Водан»

### Норвегія
- Канонерські човни типу «Вал»
- Канонерські човни типу «Гор»
- «Еґір»